# 426 Hippo
426 Hippo è un asteroide della fascia principale del diametro medio di circa 127,1 km. Scoperto nel 1897, presenta un'orbita caratterizzata da un semiasse maggiore pari a 2,8880394 UA e da un'eccentricità di 0,1045921, inclinata di 19,53619° rispetto all'eclittica.
Il suo nome è dedicato all'antica città nordafricana di Ippona, capitale del regno di Numidia.